# Ременюк Андрій Сергійович
Андрі́й Сергі́йович Ременю́к (нар. 3 лютого 1999, м. Гнівань, Вінницька область, Україна) — український футболіст, фланговий півзахисник клубу четвертого дивізіону чемпіонату Польщі «Авіа» (Свідник). Колишній гравець юнацьких збірних України, учасник юнацького чемпіонату Європи (U-19) 2018.

## Клубна кар'єра
Вихованець львівського ЛДУФК, в якому навчався до 2016 року. Після цього перейшов до львівських «Карпат». Спочатку виступав за юнацьку команду «зелено-білих», потім — за молодіжну. У грудні 2017 року став одним з трьох молодих «карпатівців», які відправився на стажування в іспанські клуби «Валенсія», «Вільярреал» та «Леганес». Дебютував у футболці «левів» 4 березня 2018 року в програному (0:3) домашньому поєдинку 22-го туру Прем'єр-ліги проти донецького «Шахтаря». Андрій вийшов на поле на 68-й хвилині, замінивши Сергія Мякушка. На післяматчевій пресконференції головний тренер львів'ян Олег Бойчишин залишився задоволений діями Ременюка на футбольному полі та висловив сподівання, що гравець зможе закріпитися в основній команді.
31 серпня 2018 року став гравцем винниківського «Руху» на умовах оренди терміном на один рік.
24 липня 2021 року, напередодні дебюту «Металіста 1925» в Прем'єр-лізі, уклав контракт з харківським клубом.
У 2024 році виїхав з України та в серпні став гравцем клубу четвертого дивізіону чемпіонату Польщі «Авіа» (Свідник).

## Кар'єра в збірній
Викликався до юнацьких збірних України U-16, U-18 та U-19.